# Pallavolo ai Giochi della XXX Olimpiade - Qualificazioni al torneo femminile
Le qualificazioni di pallavolo femminile ai Giochi della XXX Olimpiade si sono svolte dal 27 agosto 2011 al 10 giugno 2012; ai vari tornei hanno partecipato un totale di 48 squadre nazionali, otto delle quali si sono qualificate per i Giochi della XXX Olimpiade a Londra, oltre al Regno Unito, nazionale del paese ospitante e Italia, Stati Uniti e Cina, qualificate tramite la Coppa del Mondo 2011.
In totale, i tornei di qualificazioni giocati, sono stati cinque: quattro di tipo continentale ed uno intercontinentale, valevole anche come torneo asiatico ed oceaniano.

## Squadre partecipanti
| - Algeria - Argentina - Austria - Azerbaigian - Belgio - Bosnia ed Erzegovina - Brasile - Bulgaria - Canada - Cile - Colombia - Corea del Sud | - Costa Rica - Croazia - Cuba - Danimarca - Egitto - Francia - Georgia - Germania - Giappone - Grecia - Honduras - Israele | - Kenya - Messico - Paesi Bassi - Perù - Porto Rico - Portogallo - Polonia - Rep. Ceca - Rep. Dominicana - Romania - Russia - Serbia | - Seychelles - Spagna - Slovacchia - Svezia - Taipei cinese - Thailandia - Trinidad e Tobago - Turchia - Ucraina - Ungheria - Uruguay - Venezuela |

## Tornei di qualificazione

### Africa
Delle 53 squadre CAVB:
- 4 squadre partecipanti.
- 1 squadra qualificata.

### America del nord
Delle 35 squadre NORCECA:
- 8 squadre partecipanti.
- 1 squadra qualificata.

### America del Sud
Delle 12 squadre CSV:
- 7 squadre partecipanti.
- 1 squadra qualificata.

### Europa
Delle 56 squadre CEV:
- 25 squadre partecipanti.
- 1 squadra qualificata.

### Intercontinentale/Asia e Oceania
Delle 65 squadre AVC:
- 4 squadre partecipanti (a cui si aggiungono altre quattro squadre non qualificate nei tornei continentali).
- 4 squadre qualificate (le prime tre classificate e la prima asiatica classificata fuori dal podio).

## Squadre qualificate
- Regno Unito (paese organizzatore)
- Italia (1º posto alla Coppa del Mondo 2011)
- Stati Uniti (2º posto alla Coppa del Mondo 2011)
- Cina (3º posto alla Coppa del Mondo 2011)
- Algeria (1º posto al torneo di qualificazione africano)
- Rep. Dominicana (1º posto al torneo di qualificazione nordamericano)
- Brasile (1º posto al torneo di qualificazione sudamericano)
- Turchia (1º posto al torneo di qualificazione europeo)
- Russia (1º posto al torneo di qualificazione intercontinentale)
- Corea del Sud (2º posto al torneo di qualificazione intercontinentale)
- Serbia (3º posto al torneo di qualificazione intercontinentale)
- Giappone (miglior nazionale asiatica fuori dal podio al torneo di qualificazione intercontinentale)